# Рекс Інгрем
Рекс Інгрем (англ. Rex Ingram; 15 січня 1892, Дублін, Ірландія — 21 липня 1950 Лос-Анджелес, США) — американський кінорежисер ірландського походження.

## Біографія
Реджинальд Інгрем Монтгомері Гічкок народився в Дубліні, де навчався в коледжі Святого Колумба поблизу Ратфарнгема у графстві Південний Дублін. У 1911 році він емігрував до Сполучених Штатів Америки. Тут Інграм вивчав скульптуру в школі мистецтв Єльського університету, де брав участь у гумористичному журналі «The Yale Record».
У 1913 році почав грати в кіно, потім писав сценарії, був продюсером та режисером. Його першою роботою як продюсера-режисера була романтична драма 1916 року «Велика проблема». Він працював у кіностудіях Edison, кінокорпорації Fox, студії Vitagraph, а потім в Metro-Goldwyn-Mayer.
Першою значною роботою Рекса Інгрема був фільм 1921 року «Чотири вершники Апокаліпсису» з Рудольфом Валентино, який він знімав за допомогою сценаристки Джун Матіс на кіностудії Метро-Голдвін-Майер. Великий комерційний успіх фільму дав йому можливість вільно реалізувати фільми «Чарівна сила» (1921), «Скарамуш» (1923) і ще кілька інших.
У 1921 році Інграм одружився вдруге з акторкою та режисеркою Еліс Террі. Перший шлюб 1917 року з акторкою Доріс Повн закінчився розлученням у 1920 році. Обидва шлюби були бездітними. У 1923 році він з Террі переїхав на Французьку Рив'єру, де в Ніцці вони створили невелику кіностудію і зняли кілька фільмів у Північній Африці, Іспанії та Італії.
Коли появилося звукове кіно, Рекс Інгрем і Еліс Террі зробили лише один звуковий фільм — «Бару» (Baroud, 1932), знятий у Марокко. Фільм не мав комерційного успіху. Інгрем не став переобладнувати свою студію у Ніцці для звукового кіно і вирішив замість цього подорожувати та продовжувати письменницьку кар'єру.

## Фільмографія
- 1916: Велика проблема / (The Great Problem)
- 1921 : Чотири вершники Апокаліпсису / (The Four Horsemen of the Apocalypse)
- 1921 : Чарівна сила / (The Conquering Power)
- 1922: Полонений Зенди / (The Prisoner of Zenda)
- 1923: Скарамуш / (Scaramouche)
- 1926 : Наше море / (Mare Nostrum)